# Буке (енологија)
Буке (фр. bouquet) је терцијарна врста ароме која зависи од старости вина. Појам је настао од француске речи за арому тј. за стручак цвећа (букет).
Буке се описује набрајањем воћа (или предмета!) карактеристичног мириса, који би требало да дочара укус вина. Тако често можемо прочитати да вино има буке (арому) вишње, назнакама меда и јагоде или префињени укус дувана или бензина.
Описи се не морају ограничавати на унапред дефинисане мирисе, важан је субјективни утисак који вино оставља. Пример, људима у урбаним срединама може бити стран мирис покошене траве или сена, али ће пронаћи неки други израз који ће дочарати укус. У већини случајева, почетници ће проналазити управо фантастичне изразе приликом описивања, јер су неоптерећени устаљеним фразама.